# Iris kirkwoodiae
Iris kirkwoodiae är en irisväxtart som beskrevs av Chaudhary. Iris kirkwoodiae ingår i släktet irisar, och familjen irisväxter.

## Underarter
Arten delas in i följande underarter:
- I. k. calcarea
- I. k. kirkwoodiae